# 매지컬☆안티크
매지컬☆안티크(일본어: まじかる☆アンティーク)는 2000년 4월 28일에 발매된 리프의 연애 시뮬레이션 게임이다.

## 개요와 평가
본 작품의 주된 흐름은 이세계(異世界)로부터 온 마법사인 스피와 함께 골동품 가게를 경영해 나간다는 것으로, 가게를 경영하는 SLG 파트와 히로인을 공략하는 AVG 파트로 나눌 수 있다. 골동품 가게라는 무대 설정에 의외성은 있었지만 시스템이나 시나리오는 잘 정리되어 있었고, 일부 캐릭터의 인기와 비교적 저렴한 가격 등에 힘입어서 비록 폭발적이지는 않지만 상당한 인기를 얻었다.
본 작품은 전작 《코믹 파티》로부터 리프의 SLG 노선을 이어받았지만, 최대의 특징인 경영 부분과 캐릭터 공략 시나리오를 충분히 연결시키지 못한 부분이 많이 있었던 탓에, 게임으로서는 높은 평가를 받지 못했다. 그 이유로 고액의 매상이 필요한 타카쿠라 미도리(高倉みどり) 시나리오와 레벨 조정을 위해 마법을 사용해야 하는 스피를 제외한 3명의 경우에는, SLG 파트를 무시하더라도 해피 엔딩을 볼 수 있다는 점을 들 수 있다.
본 작품 발매 당시의 리프 오사카 본사는 비주얼 노벨 노선에서의 탈각을 도모하고 있었지만, 도쿄 개발실의 설립 등의 새로운 흐름에 종전의 팬들이 반발하였고, 이후에 만들어진 《타소가레》(誰彼)가 실패하고, 《키즈아토》(痕)의 도작 소동까지 겹쳐서 날마다 팬들 간의 논쟁이 격화되었다. 결과적으로 오사카 본사는 투하트를 출시할 무렵에 비해 사양화되었다고 여겨졌고 본 작품도 그 요인으로 여겨지고 있었다. 그러나 실제로는 매상, 평가 모두 수준 이상이었기 때문에, 많은 팬들로부터 졸작으로 불릴 정도는 아니었다.